# カシュガル空港
カシュガル空港（カシュガルくうこう、英語: Kashgar Airport、中国語: 喀什徕宁国际机场、ウイグル語: قەشقەر ئايروپورتى）は、中華人民共和国新疆ウイグル自治区カシュガル地区カシュガル市に位置する国際空港。4E級の軍民両用空港であり、IATA空港コードはKHG、ICAO空港コードはZWSH。

## 概要
新疆地域で2番目に大きい空港であり、カシュガル市の西北にあり市の中心地から9 km離れている。

## 沿革
1953年に建設が開始した後、1954年3月10日にカシュガル空港（中国語: 喀什机场）として開港した。
1957年、1975年、1984年と数度に渡り拡張され、1993年4月23日に中国国務院から国際空港として承認された。
2004年6月8日にパキスタンのベナジル・ブット国際空港への国際線が就航した。
2005年12月16日に正式な国際空港となり、2006年4月2日から4度目の拡張工事が行われた。
2009年5月26日に工事が終了し、新ターミナルビルを使用が開始され、金鹿航空（現・北京首都航空）が就航した。
2012年に、開港後初となる年間旅客数100万人を達成し、2017年12月には年間旅客数200万人を達成した。
2018年の年間旅客数は中国全体で62番目となる206万人となった。
2019年には、新疆地域で初めて貨物取扱量が1万 トンを超えた。
2019年12月から5度目の拡張工事が開始された。この拡張工事では、新規ターミナルの建設、既存ターミナルの拡張などが実施され、完成後に既存ターミナルの一部を国際線向けに改修される予定であった。
新ターミナルビルは2021年12月に竣工し、2022年9月25日に正式に使用が開始された。この拡張工事により、2025年時点で年間500万人の旅客と、6万トンの貨物を取り扱い、3万9000回の離着陸を行うことが可能となるとされている。
2023年7月に正式名称をカシュガル徠寧国際空港（中国語: 喀什徕宁国际机场）に変更した。

## 施設
カシュガル空港は海抜4,528フィート (1,380 m)に位置し、コンクリートで舗装された3200 mの滑走路を1本敷設されており、ボーイング747-400等の大型機の離着陸が可能となっている。
第一ターミナルは2009年5月26日に正式に使用が開始され、面積は約2万3800 m2、8個のボーディング・ブリッジが設けられている。
第二ターミナルは2022年9月25日に正式に使用が開始され、面積は約3万3000 m2である。
また、カシュガル市内にある天縁国際ホテルには、2009年から「カシュガル空港シティターミナル（喀什机場城市候机楼）」が設置されており、ホテルから空港でのチェックインができるようになっている。

## 就航航空会社と就航路線

### 旅客便
| 航空会社     | 就航地 |
| ------------ | --- |
| ウルムチ航空 | ウルムチ、成都/天府、鄭州、蘭州                                                                                       |
| 雲南祥鵬航空 | ウルムチ、ガリ |
| 海南航空     | ウルムチ、深圳、鄭州                                                                                                  |
| 華夏航空     | アクス-トムシュク-カラマイ、コルラ、ボルタラ、沙車(ヤルカンド)                                                        |
| 山東航空     | ウルムチ、済南 |
| 四川航空     | ウルムチ、成都/双流                                                                                                   |
| 重慶航空     | （アクス）-重慶 |
| 中国国際航空 | ウルムチ、成都/双流、北京/首都                                                                                        |
| 中国西部航空 | トルファン、西寧 |
| 中国東方航空 | ウルムチ、ガリ、西安                                                                                                  |
| 中国南方航空 | アクス、アルタイ、伊寧、ウルムチ、広州、コルラ、重慶、西安、鄭州、トルファン、武漢、北京/大興、ホータン、クンジュラブ |
| 長竜航空     | 鄭州-広州 |
| 青島航空     | 鄭州-青島、鄭州-長沙                                                                                                  |
| 天津航空     | ウルムチ |

### 貨物線
| 航空会社                 | 就航地                              |
| ------------------------ | ----------------------------------- |
| YTOカーゴ・エアラインズ  | カラチ                              |
| マイウェイ・エアラインズ | トビリシ-ブダペスト（チャーター便） |

### 就航都市
華北 - 北京/首都、北京/大興
華東 - 済南、青島
中南 - 広州、深圳、長沙、鄭州、武漢
西南 - ガリ、重慶、成都/双流、成都/天府
西北 - アクス、アルタイ、伊寧、ウルムチ、カラマイ、コルラ、西安、西寧、トムシュク、トルファン、ボルタラ、ホータン、ヤルカンド、蘭州